# بوراوي عجينة
بوراوي عجينة أديب تونسي ولد في 28 أبريل 1951 بمدينة سوسة. هو أستاذ جامعي وباحث ومدرّس للغة والترجمة بكلية الآداب والعلوم الإنسانية بسوسة، متخصص في الكتابة السرديّة والنقديّة ولديه مختارات وترجمات وفي أدب الرّحلة. من أعماله موسوعة القصص العربية في تونس في القرن العشرين.
حصل بوراوي عجينة على جائزة أبوالقاسم الشابي لعام 2006 عن مجموعته القصصية “لمسات متوحشة”.
ويعتبر الكاتب بوراوى عجينة من الفاعلين في الساحة الأدبية التونسية.

## مسيرته
حصل على شهادة البكالوريا (شعبة الفلسفة والآداب الكلاسيكيّة (سنة 1970). والأستاذيّة في اللّغة والآداب العربيّة من كلّيّة الآداب بتونس (1976).
عمل موظّفا كرئيس مصلحة بمركز ولاية سوسة (1977-1978).
ثمّ درّس بمعاهد التّعليم الثّانوي بالسّاحل.
وأحرز شهادة التّبريز في العربيّة (1986).
ودرّس بكلية الآداب والعلوم الإنسانية بالقيروان(1987-1994).
ثمّ بكلية الآداب والعلوم الإنسانية بسوسة (منذ 1995). وما زال يدرّس بها الأدب القديم والأدب الحديث والتّعريب واللّغة.
انتسب المؤلّف إلى نادي القصّة بتونس منذ 1972 واتّحاد الكتّاب التّونسيّين منذ بداية الثّمانينات واتّحاد الكتّاب العرب بسورية منذ 1990. تولى خطّة كاتب عام اتحاد الكتاب التّونسيّين بالمنستير (دورة 2007-2010). ثم دورة (2010-2013). وقد أحيل على التّقاعد في أكتوبر 2011 وبذلك تفرّغ أكثر للكتابة والبحث والنّشر. وهو يقيم حاليا بالمنستير.
وكتب القصّة القصيرة وقصص الأطفال والمقالة الأدبيّة والدّراسة النّقديّة وأعدّ المنتخبات القصصيّة ونقل دراسات نقدية ونصوصا قصصيّة من الفرنسيّة إلى العربيّة. من أشهر كتبه خفايا الزّمان والّذي يحتوي نصّ فَيْضُ أُمُومَةٍ.

## من مؤلفاته
- ممنـوع التصوير: (مجموعة قصص) منشورات سعيدان سوسة ـ تونس. ط1.: 1982. ط 2: 1985.
- وجـوه في المدينة: (مجموعة قصص) منشـورات سعيدان. ط 1: 1982.ط 2: 1992
- أمواج الغضب: (مجموعة قصص). منشـورات سعيدان. ط. 1: 1992. ط. 2: 2000. سراس للنّشر سلسلة الـمكتبة الـمفتوحة. تونس. ط. 1: 2001. ط. 2: 2005. [حصلت على جائزة وزارة الثقافة لأفضل مجموعة قصصيّة تونسيّة نشرت سنة 1992]
- ثمـار الجسـد: (مجموعة قصص) منشورات سعيـدان 1994.
- ورقات مسافر عائد من المغرب الأقصى: (أدب رحلة) منشورات سعيـدان 1994.
- خفـايـا الزّمان: (مجموعة قصص) دار سحر للنّشر. تونس 1997. ثمّ منشورات سعيدان. سوسة - تونس 2008.
- مساءلات نقدية: (دراسات وترجمات) منشورات سعيدان 2001. (جزآن).
- تقلبات الأيام: (مجموعة قصص) دار سحر للنّشر. تونس 2002.ثمّ منشورات سعيدان. سوسة - تونس 2008.
- لـمسات متوحشة: (مجموعة قصص). منشورات سعيدان 2007.حصلت على جائزة أبوالقاسم الشابي.
- شراع الغواية (مختارات قصصية: 30 قصة من قصص الكاتب). سوسة - تونس. منشورات سعيدان 2007
- «جدار الخوف»: (مجموعة قصصيّة). تونس. الدار التونسية للكتاب 2012 في 180 صفحة. وتضم 33 قصة قصيرة كانت كتبت في صائفة وخريف 2011.
- أفراح العيد: (قصّة أطفال). منشورات سعيدان. سوسة 1987.
- الطائر الجريح: (قصّة أطفال). منشورات سعيدان. سوسة 1987.
- أرنب وأقفاص: (قصّة أطفال). منشورات سعيدان. سوسة 1987.
- موسوعة القصص العربية في تونس في القرن العشرين:(مختارات قصصيّة) 6 أجزاء:

الكتاب الأوّل: ويضمّ 64 نصّا قصصيّا لـ 31 كاتبا تونسيّا ولـدوا بـيـن 1871 و1929.
نشر الكتاب الأول من موسوعة القصص العربيّة في تونس في القرن العشرين (كتّاب روّاد ومؤسّسون) اتّحاد الكتّاب التّونسيّين. تونس 2007. 720 صفحة. الثمن 19 دينارا تونسيّا.
الكتاب الثّاني: ويضمّ 54 نصّا قصصيّا لـ 23 كاتبا تونسيّا ولـدوا بين 1930 و1938.
نشر الكتاب الثاني من موسوعة القصص العربيّة في تونس في القرن العشرين (كتّاب مخضرمون ومؤصّلون) اتّحاد الكتّاب التّونسيّين. تونس 2010. 660 صفحة. الثمن 20 دينارا تونسيّا. ونشر الكتاب الثالث من موسوعة القصص العربيّة في تونس في القرن العشرين (كتّاب مؤصّلون ومجددون وللّدوا بين 1939و1945) على نفقة المؤلف. تونس 2015. 720 صفحة. الثمن 22 دينارا تونسيّا. 
- ءالأجزاء 4 و5 و6 من الموسوعة جاهزة ستنشر لاحقا

الكتاب الـثّالث: ويضمّ 64 نصّا قصصيّا لـ 32 كاتبا تونسيّا ولـدوا بين 1939 و1945. (لم ينشر مرقون وجاهز للنشر)
الكتاب الرّابع: ويضمّ 64 نصّا قصصيّا لـ 29 كاتبا تونسيّا ولدوا بين 1946 و1950. (مرقون وجاهز للنشر)
الكتاب الخامس: ويضمّ 58 نصّا قصصيّا لـ 25 كاتبا تونسيّا ولـدوا بين 1951 و1955. (مرقون وجاهز للنشر)
الكتاب السّادس: ويضمّ 70 قصّة قصيرة لـ 42 كـاتبا تونسيّا ولـدوا بين 1956 و1973. (مرقون وجاهز للنشر)

## وصلات خارجية
- بوراوي عجينة على موقع أرشيف الشارخ.

 ما كتب عن بوراوي عجينة وجائزة أبو القاسم الشابي 
- في موقع الجزيرة (aljazeera.net)
- في موقع صحيفة عكاظ
- في موقع صحيفة الرأي
- في موقع وكالة تونس إفريقيا للأنباء (وات)
- في موقع صحيفة La Presse
- في موقع Tunisia online News
- في موقع secrétariat à distance

 ما كتب عن بوراوي عجينة
- موقع بوراوي عجينة
- مسيرة 1 بوراوي عجينة
- مسيرة 3 Bouraoui Ajina / Bouraoui Agina linkedIn